# Ель-Перу
Ель-Перу (ісп. El Perú) — руїни міста цивілізації мая в департаменті Петен (Гватемала).

## Історія
Стародавньою назвою міста є Вака', що перекладається як «Місце над водою». Засновано як протомісто близько 500 року до н. е. Наприкінці докласичного періоду утворилась місто-держава (нараховано 22 ахави).
Межувала з державою Хішвіц (20 км на південь), на півночі межувала з державою зі столицею в городищі Ла-Корона. Почалося економічне зростання завдяки вигідному географічному становищі, на перетині торговельних шляхів. До 300 року н. е. перетворилася на торговельну державу, контролюючи річки Сан-Педро у західній частині Петену. Торговці цієї держави спеціалізувалися на постачанні продуктів — кукурудзи, бобів, перців, авокадо, дерева саподілья, каучуку. Також контролювали шляхи постання какао, бавовняних тканин, нефриту, обсидіану, піриту, пір'їв кетцалей.
У 378 році було укладено союз із Теотіуаканом, якому війська Вака' на чолі із ахавом К'ініч Б'аламом I сприяли у підкоренні південних низин мая. У 382 році разом із царством Сууц' утворили союз, на який спирався теотіуаканці на чолі із Сійах К'ак'. У 418 році було укладено союз з Мутульською державою, де владу посіла теотіуаканська династія.
Розквіт міста й держави відбувався між 400 й 800 роками. Тоді Вака' населяли близько 10 тисяч містян. На початку VI століття ахав намагався налагодити стосунки з Канульським царством, одружившись з його представницею — Ікоом. З 554 року в період володарювання Чак-Тоок-Іч'аака визнало зверхність Мутульського царства. Його син Ва'оом-Уч'аб-Ц'ікін зберіг вірність Мутулю, намагаючись використати гарні стосунки з ахавами останнього задля економічного посилення свого царства. З 562 року залежність від мутуля стала номінальною.
Період в історії Вака' з 574 до 657 року відомий як «пауза», оскільки відомостей про політичні події цього часу доволі замало. Правителі Вака' протягом 650-х років допомогли мутульцям боротися проти Канульського царства. Втім в 660-х роках вимушено було підкоритися Канулю, що було закріплено династичною угодою. З 670-х років фактичну владу над Вака' перебрала представниця канульської династії — Іш-К'аб'ель, що правила разом з чоловіком К'ініч Б'аламом II. Вона надала притулок своєму братові — Йукноом-Їч'аак-К'аку — після поразки 698 року від мутульського царства.
Тривалий час царство зберігало незалежність, проте у 732 році ахав Хасав-Чан-К'авііль вимушений був підкоритися Мутулю. У 743 році спробував відновити свою незалежність виявилася невдалою. Відновлення військової й економічної могутності царства відбулося за фактично володарювання Іш-Пак'аль. Останнім ахавом Вака' був Б'алам Цам.

## Опис
Розташовано у північно-західному Петені, на відстані 6 км від річки Сан-Педро-Мартир в Національному парку Лагуна-дель-Тігре, 20 км від Ла-Корони, 60 км від Тікаля. Міститься на вершині природного пагорбу.

### Архітектура
Архітектура відповідала «стилю Петен». Складається з 4 площ, 672 монументальних споруд (з зображеннями на стінах папуг ара, ягуарів, туканів, мавп) і величезної кількості невеликих житлових структур.
Ритуально-адміністративний центр становить 1 км2. У його центрі розташовується площа 1. Неподалік від неї мітиться «Північно-Західна група» і майданчик для гри у м'яч. На південний схід розташовуються Групи Чок і Толок. Нижче цих груп розмітився «Комплекс Мірадор».
Поруч розташовано будівля U-подібної форми, яке виконувало функцію головного палацу в ахавів. У нижній частині здійснювалося поховання володарів Вака'. Так, у гробниці 8 часів пізнього класичного періоду (між 650 і 750 роками), яка належала цариці Іш-К'аб'ель, знайдено 2400 артефактів, зокрема тонкої кераміки (23 посудини), виробів з нефриту, зеленого обсидіану.
Цікавим є царське поховання, виявлене у травні 2006 року в середині 18-метрової піраміди. Поховальна камера мала 5,1 м завдовжки і 1,5 м завширшки. Період створення відносять між II і IV століттями. Тут знайдено артефакти з нефриту, мушель, кераміки, зокрема 12 гравців у м'яч, королівські регалій — царський головний убор хуунал з нефриту, кам'яні лапи ягуара. У похоронній камері на шкурі ягуара, розкладеної на кам'яній лаві, «спочивав» кістяк чоловіка. Припускають, що він належить першому ахаву Вака' — Ці-Б'аламу.
Також було знайдено недоторкане поховання VII століття, що супроводжувалося схованкою з великим числом жадеїтових статуеток.
Південніше площі 1 розташувалася площа 2. Неподалік знайдено «групу Пааль».

### Скульптура
Знайдено 44 різьблених стел. Стели IV—V століть створювалися під впливом мистецтва Теотіуакана. Особливою є стела 15 (416 року), що мітить виключно емблемні ієрогліфи. Також вона є важливим джерелом з історії теотіуканського вторгнення у IV століття. Стела 44 (564 року) дає вченим багато нової інформації щодо «темного періоду» в історії мая, включаючи імена двох раніше невідомих правителів мая, дозволяє зрозуміти політичні реалії того часу. У 700 році ця стела була зарита за наказом К'ініч Б'алама II як підношення в новій будівлі — головному храмі міста. Знайдено лише 1 вівтар, виконаний у стилі Ісапа, зокрема із зооморфними фігурами.

## Історія досліджень
Відкрито археологічну пам'ятку у 1967 році Ієном Грехемом, який надав їй теперішню назву. Проте роботи не проводилися, що дозволило грабіжником понівечити частину монументів (розпиляти) і вивезти за межі Гватемали. У 1970-х роках значні розкопки проводив Ієн Грехем, представник Гарвардського університету (США).
Упродовж 2003—2007 років дослідження здійснювали фахівці з Південного методистського університету (США) на чолі із Девідом Фрейделом та Ектором Ескобедо з університету Сан-Педро (Гватемала). У 2008 року до розкопок долучилися фахівці з Національного інституту антропології та історії Гватемали. У 2012—2013 роках спільні археологічні дослідження тривали на території пам'ятнику.